# Psellidotus panamensis
Psellidotus panamensis är en tvåvingeart som först beskrevs av James 1979. Psellidotus panamensis ingår i släktet Psellidotus och familjen vapenflugor.
Artens utbredningsområde är Panama. Inga underarter finns listade i Catalogue of Life.